# Puntas de Valdéz
Puntas de Valdéz, auch als Puntas de Valdés und Puntas de Valdez geführt, ist eine Ortschaft in Uruguay.

## Geographie
Puntas de Valdéz befindet sich auf dem Gebiet des Departamento San José in dessen Sektor 6 in der Cuchilla Mangrullo. Der Ort liegt 30 km südlich der Regionalhauptstadt San José de Mayo. Ansiedlungen in der Nähe sind im Nordwesten Radial sowie im Südosten Barrio Cololó-Timosa und die Stadt Libertad. Südlich des Ortes entspringt der Arroyo Mauricio, der einige Kilometer weiter im Süden in den Río de la Plata mündet. Unmittelbar oberhalb der Quelle des Arroyo Mauricio liegt diejenige des Río-San-José-Nebenflusses Arroyo Valdéz, der anschließend den Ostrand von Puntas de Valdéz tangiert.

## Geschichte
Puntas de Valdéz lag am Verlauf des historischen Camino Nacional – einem Truppenweg, der Montevideo mit dem Westen Uruguays verband. Mit dem Bau der Ruta 1 um 1930 begann die Entstehung der heutigen Ortschaft. Diese wichtige Landstraße wurde 1937 eingeweiht, im selben Jahr gründete sich der örtliche Sportverein Club Atlético Independiente, der bis heute existiert. Mittels der gesetzlichen Regelung des Ley 14.296 wurde Puntas de Valdéz am 14. November 1974 zum Pueblo (auf Deutsch: ~Dorf) erklärt. Nachdem die Ortschaft bis in die 1990er Jahre rund 700 Einwohner zählte, wuchs die Bevölkerung seitdem insbesondere dank des öffentlichen Bauförderprogramms MEVIR deutlich an.

## Infrastruktur
Die früher durch den Ort führende Ruta 1 umgeht ihn heute auf der Südseite. Puntas de Valdéz liegt in der Nähe des Kilometers 61, der im früheren Verlauf der Landstraße genau in der Ortsmitte lag und heute am Südrand des Ortes an der Abzweigung nach Süden in Richtung Kiyú liegt. Der Ort liegt in einer von der Milchwirtschaft geprägten Gegend. Den sozialen Mittelpunkt des Ortes bildet das Mehrzweckgebäude der Ortsverwaltung (Junta Local), das unter anderem eine Sporthalle umfasst. Seit 1987 verfügt Puntas de Valdéz über eine Poliklinik im selben Gebäude. Im November 2010 wurde von Bildungsminister Ricardo Ehrlich in einem weiteren Gebäudeteil ein von seinem Ministerium betriebenes Zentrum für Kultur und Erwachsenenbildung (Centro MEC) eröffnet. Mit der Escuela No. 26 verfügt Puntas de Valdéz auch über eine von der zweijährigen Vorschule bis zum 6. Schuljahr führende Ganztagsschule mit rund 230 Schülern.

## Einwohner
Die Einwohnerzahl von Puntas de Valdéz beträgt 1.491 (Stand: 2011), davon 739 männliche und 752 weibliche.
| Jahr | Einwohner      |
| ---- | -------------- |
| 1963 | 465            |
| 1975 | 591            |
| 1985 | 692 (bzw. 162) |
| 1996 | 1.036          |
| 2004 | 1.267          |
| 2011 | 1.491          |

Quelle: Instituto Nacional de Estadística de Uruguay

## Persönlichkeiten
- Ricardo Perdomo (1960–2022), Fußballspieler